# Pseudodoros
Pseudodoros là một chi ruồi trong họ Syrphidae.